# Rancho Cañón Buena Vista
Rancho Cañón Buena Vista , también llamada El Zorrillo, es una localidad del estado mexicano de Baja California. Es parte del municipio de Ensenada.

## Demografía
| Gráfica de evolución demográfica |
|                                  |

| Censo | Población |
| ----- | --------- |
| 1990  | 548       |
| 2000  | 3 732     |
| 2010  | 6 598     |
| 2020  | 8 522     |